# Alfons Quellacasa
Alfons Quellacasa (* 3. März 1843 in Buchenstein; † 11. April 1913 in Neustift in der Gemeinde Vahrn bei Brixen) war Geistlicher und 35 Jahre Professor für Naturgeschichte am k.k. Gymnasium in Brixen.
Quellacasa, der den Spitznamen „Gulli“ trug, wurde wegen seiner Kathederblüten zur Legende in Tirol. Franz Junger dokumentierte im wiederholt aufgelegten Gullibuch seinen Unterricht. Neben dem Humor birgt das Gullibuch auch volkskundlich interessante Einblicke in den Schulalltag aus der Zeit zwischen 1895 und 1903.
Kostproben:
- Studieren Sie fleißig und von allem Anfange an und merken Sie sich das eine: Der Gescheitere gibt nach, ich gebe aber nicht nach!
- Bezüglich der oberen Gliedmaßen, respektive der obersten haben wir verschiedene Ausdrücke, die Sie sich zu merken haben. Im Buach steht nichts davon, allein beim Kollegium verlange ich es.
- Eigentümlich ist, wie ich von erfahrenen Leuten gehört habe, dass man beim Bierrausch auf die Nase und beim Weinrausch auf den Hintern fallt, deshalb ist letzteres vom medizinischen Standpunkt auch gesünder. Das ist aber eine Sage.